# Kroksjö (Frillesås socken, Halland)
Kroksjö är en sjö i Kungsbacka kommun i Halland och ingår i Viskan-Rolfsåns kustområde. Sjön har en area på 0,101 kvadratkilometer och ligger 97 meter över havet. Vid provfiske har storspigg och öring fångats i sjön.

## Delavrinningsområde
Kroksjö ingår i det delavrinningsområde (636340-128553) som SMHI kallar för Mynnar i Löftaån. Medelhöjden är 60 meter över havet och ytan är 6,4 kvadratkilometer. Det finns inga avrinningsområden uppströms utan avrinningsområdet är högsta punkten. Vattendraget som avvattnar avrinningsområdet har biflödesordning 2, vilket innebär att vattnet flödar genom totalt 2 vattendrag innan det når havet efter 3,6 kilometer. Avrinningsområdet består mestadels av skog (53 procent), öppen mark (18 procent) och jordbruk (26 procent). Avrinningsområdet har 0,1 kvadratkilometer vattenytor vilket ger det en sjöprocent på 1,6 procent.